# 애스패리티

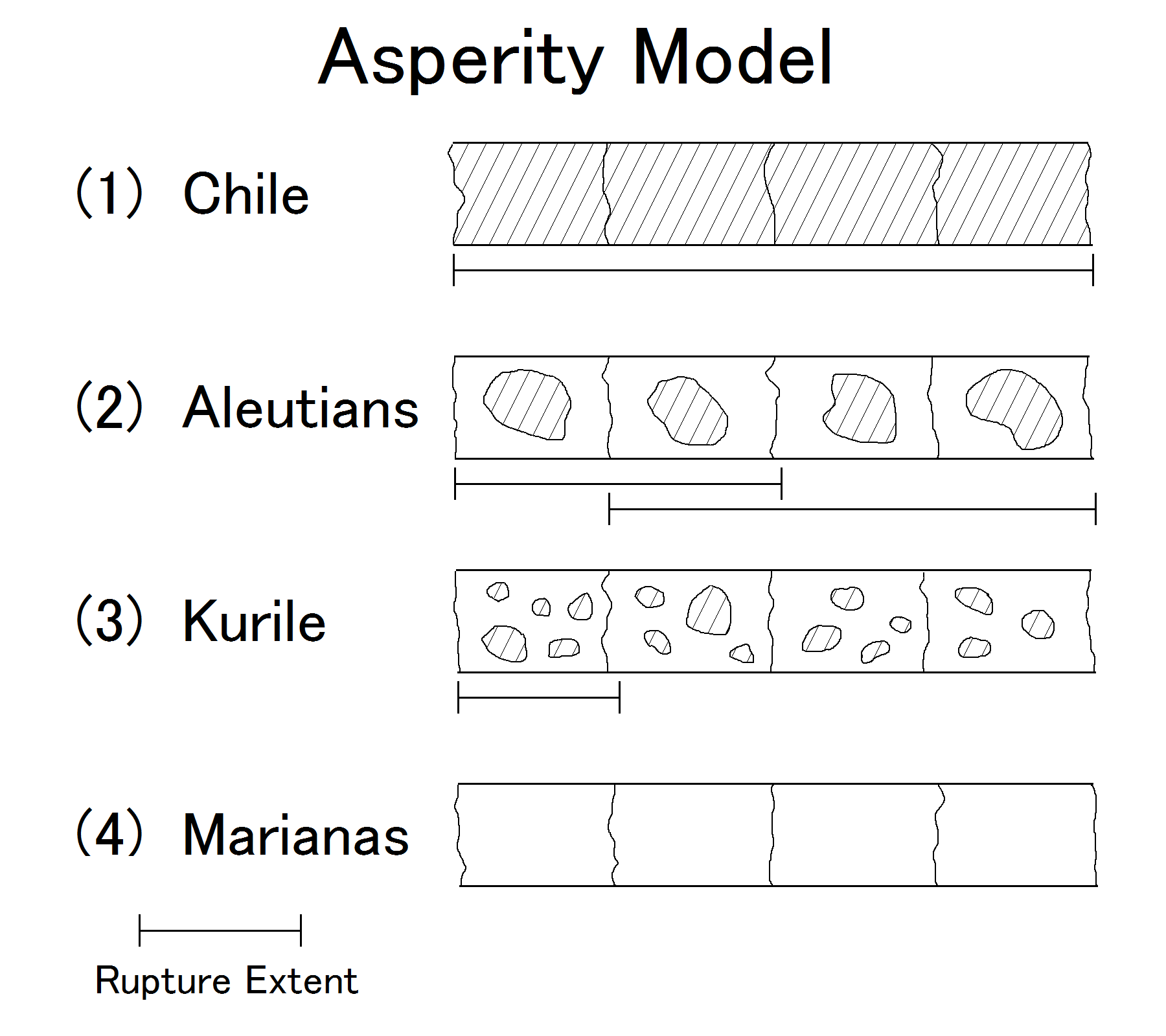
애스패리티 모델에 따른 섭입대의 종류. 위에서부터 칠레형, 알류샨역, 쿠릴형, 마리아나형으로 분류한다.

애스패리티(영어: Asperity)는 판 경계의 접촉면 중 특히 마찰력이 강해 잘 움직이지 않는 부분을 뜻한다. 마찰력이 거의 없어 완전히 연속적으로 밀리는 성질을 가진 크리프 단층과는 반대되는 성질을 가진다. 이 부분은 지진이 발생했을 때 특히 미끄럼량이 커진다. 1981년에 가나모리 히로오가 제창했다.

## 구분
1982년 T. 레이와 가나모리 히로오는 판 사이에서 고착력이 강한 애스패리티와 부드럽게 미끄러지는 부분이 나눠지며 애스패리티의 공간적 분포와 그 비율에 따라 지진이 발생하는 특징이 있다고 보고 전 세계의 섭입대를 총 4가지 종류로 구분했다. 초대형지진은 첫 번째 분류에서만 발생하며, 이 분류에 속하는 섭입대는 칠레 남부, 캄차카반도, 알래스카로 분류했다.
제1형 - 칠레형 섭입대
- 섭입대 거의 전체에 애스패리티가 있으며 두 판 사이가 강하게 고착되어 있다. 항상 500 km가 넘는 거의 동일한 길이의 단층파괴가 일정한 시간 간격을 두고 발생하는 경향이 있다.

제2형 - 알류샨형 섭입대
- 섭입대의 각 세그먼트마다 큰 애스패리티가 존재한다. 제1형보다는 다소 작은 단층파괴로 각 세그먼트에서 개별적으로 단층파괴가 일어나는 경우와 해구 전체가 연동해서 단층파괴가 일어나는 경우가 있다.

제3형 - 쿠릴형 섭입대
- 섭입대의 각 세그먼트마다 작은 애스패리티가 여러 개 존재한다. 각 세그먼트마다 항상 같은 부분이 단층파괴되어 지진이 일어나지만 각 세그먼트가 연동되는 경우는 거의 없다.

제4형 - 마리아나형 섭입대
- 섭입대에 애스패리티가 없으며 두 판 사이의 고착력이 거의 없다. 비지진성 미끄러짐의 비율이 높고 거대지진이 발생하지 않는다.

비교침강학에 따르면 오래된 판에서는 연동형지진이 발생하기 어렵고, 애스패리티 모델에서도 침강 각도가 다소 높은 오래된 판에서는 고착 영역이 작아 초대형지진이 발생하기 어렵다고 연구되었다. 하지만 2004년 인도양 지진해일에서는 이런 기존의 가설이 전혀 들어맞지 않았으며 2011년 도호쿠 지방 태평양 해역 지진이 일어난 일본 해구도 애스패리티 모델에 따르면 제3형에 해당하여 연동형 거대지진이 일어나긴 어렵다고 여겨졌다.

## 같이 보기
- 단층
- 초거대지진

## 참고 문헌
- 뉴턴 (잡지) 「地震研究の最前線」 (P.20) ISBN 4315520535 / ISBN 9784315520538
- 大木聖子; 纐纈一起 (2011년 6월). 《超巨大地震に迫る- 日本列島で何が起きているのか》. NHK出版新書. ISBN 978-4-14-088352-5.
- T.レイ・T.C.ウォレス、柳谷俊訳 (2002년 5월). 《地震学 下巻》. 古今書院. ISBN 978-4-772-23016-2.